# بحيرة بافين
بحيرة بافين هي بحيرة فوهية ميروميكية تقع في مقاطعة بوي دو دوم في فرنسا، بين بيس إن شانديس ‏ وسوبر بيس ‏. يطلق على الجبن اسمها : جبن بافين.